# Lisa’s Sax
«Lisa’s Sax» (рус. Саксофон Лизы) — третья серия девятого сезона мультсериала «Симпсоны».

## Сюжет
Лиза практикуется в игре на саксофоне, это надоедает Гомеру, и он просит Барта утихомирить сестру. Барт и Лиза отнимают саксофон друг у друга и в пылу борьбы непреднамеренно роняют его из окна, после чего по нему проезжают несколько машин. В результате инструмент безнадёжно испорчен, и Лиза плачет.
Желая утешить её, Гомер решает рассказать о том, как Лиза получила свой первый саксофон. Но история начинается с рассказа о первом школьном дне Барта: он пошёл в школу с удовольствием, но был очень разочарован. Мальчик не показал особых успехов и потерял интерес к школе. Обеспокоенная его состоянием, Мардж идёт к школьному психологу, который не может помочь Барту, но зато определяет, что Лиза — одарённый ребёнок и советует отдать её в хорошее дошкольное учреждение. Но у Симпсонов не хватает денег на детский сад для одарённых детей, и Мардж переживает, что не сможет помочь Лизе.
Кроме того, в Спрингфилде устанавливается сильнейшая жара. Гомер копит на покупку кондиционера, но случайно натыкается на магазин музыкальных инструментов и покупает Лизе первый саксофон. Лиза растрогана своей историей, но этим саксофон не вернёшь, и тогда Мардж убеждает мужа купить новый инструмент на деньги, отложенные на новый кондиционер.

## Саундтрек
- «Baker Street» в исполнении Джерри Рафферти — знаменитое облигато тенор-саксофона Рафаэля Рейвенскрофта (Raphael Ravenscroft) из этой песни играет Лиза в конце серии, мелодия сопровождается кадрами из разных серий.
- «Don’t Worry, Be Happy», Bobby McFerrin — звучит, когда Барт впервые собирается в школу.

## Интересные факты
- Любимая вещь Мэгги в этом эпизоде — электродрель.
- Трёхлетняя Лиза сложила из кубиков слово «STAR» («звезда»), но раздосадованная тем, что никто на неё не смотрит, рассыпала кубики, и они сложились в слово «RATS» («крысы»).
- В школьном досье Милхауса Ван Хутена упомянуто про его гомосексуальные наклонности.
- В частной школе, куда Симпсоны приходят устраивать Лизу, один из одаренных детей рисует картину Рене Магрита — "Сын человеческий".
- Это последний эпизод, где кухарку Дорис озвучивает Дорис Грау (Doris Grau). Грау умерла за два года до выхода в эфир этой серии, а её персонаж в последующих сезонах не произнёс ни одного слова до первого эпизода восемнадцатого сезона «The Mook, The Chef, The Wife and Her Homer».
- После того как Мардж предлагает разузнать, не проводятся ли в Спрингфилдском музее занятия для детей, Гомер представляет, что выигрывает в настольный футбол у Давида Микеланджело, а затем встречается с персонажем картины «Крик» Эдварда Мунка.
- Это единственный эпизод, где можно увидеть в движении первую кошку Симпсонов — белого Снежка (он также присутствует на фотографии в серии шестого сезона «And Maggie Makes Three»).
- Гравировка на первом саксофоне: «Лиза, не забывай, что папа любит… Д’оу!». На втором: «Дорогая Лиза! Пусть новый саксофон принесёт тебе многие годы… Д’оу!»
- В этой серии маленькая Лиза не носит традиционных жемчужных бус.
- На 19 минуте 30 секунде Лизе не дорисовали ресниц.